# Indopithecus
Indopithecus giganteus (дослівно «індійська мавпа») — викопний вид великих мавп, який мешкав у пізньому міоцені на пагорбах Сівалік на півночі Індії. Хоча їх часто відносять до більш відомого роду Gigantopithecus, останні автори вважають, що це окремий рід сам по собі.
Індопітек відомий лише з зубів і щелепних кісток, знайдених у пізньому міоцені на пагорбах Сівалік, Індія. Судячи зі знахідок скам'янілостей, це була велика наземна травоїдна тварина, яка харчувалася переважно бамбуком і листям. Попри видову назву, він був приблизно вдвічі менший від свого китайського родича Gigantopithecus blacki.
Indopithecus giganteus спочатку був названий як вид європейської мавпи Dryopithecus, D. giganteus, Гаєм Еллкоком Пілігримом у 1915 році на основі великого нижнього третього моляра, голотипу GSI-D175. Однак Джордж Едвард Льюїс у 1937 році вирішив, що таксон Пілігрима не є спорідненим з дріопітеком, і натомість відніс корінний зуб до мавпи-однолітка Sivapithecus indicus. Густав Генріх Ральф фон Кенігсвальд у 1950 році визнав D. giganteus відмінним від Dryopithecus і Sivapithecus і виділив для нього новий рід Indopithecus («мавпа з Індії»). Szalay і Delson (1979) знайшли подібність матеріалу Indopithecus до Gigantopithecus і синонімізували два роди, розглядаючи I. giganteus як віднесений вид, G. giganteus. Однак нещодавні автори, зокрема Девід Кемерон (2001, 2003), Пікфорд (2010), Патнайк (2014), Бегун (2015) і Велкер та ін. (2019), стверджували, що Indopithecus слід розглядати як родово відмінний.